# 莱塔山麓曼纳斯多夫
莱塔山麓曼纳斯多夫是奥地利下奥地利州莱塔河畔布鲁克县的一个市镇。总面积29.91平方公里，总人口3828人，人口密度128.0人/平方公里（2012年）。